# سنونو أبيض الظهر
سنونو أبيض الظهر (الاسم العلمي: Cheramoeca leucosterna)، طائر من رتبة الجواثم وفصيلة السنونو يستوطن أستراليا. هو طائر أحادي الطراز من جنس Cheramoeca.